# Música psicodèlica
La música psicodèlica, música àcida o lisèrgica (en referència a l'àcid lisèrgic o LSD), és un gènere musical que pretén evocar, ja sigui líricament o sonorament, l'experiència psicodèlica.
Les drogues psicodèliques han estat usades per diverses cultures pre-modernes i molt sovint el seu ús anava i va acompanyat per música tal com passa avui en dia en algunes cultures del xamanisme americà. De totes maneres, el terme "psicodèlica" es troba lligat a la música per primera vegada al rock sorgit a mitjans dels anys seixanta al Regne Unit i els Estats Units i influït pel moviment hippie dins d'una perspectiva estètica que també era compartida per l'art psicodèlic en les seves formes visuals però essencialment situables dins del moviment de la psicodèlica lligada a l'expressió artística de l'experiència psicodèlica.
Aquesta perspectiva estètica-musical del rock psicodèlic va influenciar altres gèneres com el soul o el funk en l'anomenat soul psicodèlic i el p-funk de George Clinton, el rock progressiu o el jazz fusió, i a músics més enllà dels Estats Units i la Gran Bretanya al voltant del món. Després, als anys 80 algunes variants de la música electrònica i del trance reprendrien l'estètica psicodèlica en la música en gèneres com el psytrance, en els noranta el psybient i en els 2000 el psybreaks. En certa manera també la psicodèlia va influenciar al dub, el qual usualment es troba lligat amb el consum de cànnabis. A la dècada dels vuitanta i noranta apareix el dub electrònic el qual també seria un important precedent en l'evolució del psybient.

## Gèneres de música psicodèlica
- Acid folk
- Rock psicodèlic
- Rock àcid
- Psytrance i Goa tràngol
- Acid House
- Psybreaks
- Psybient
- Soul psicodèlic
- Pop psicodèlic
- New Weird America
- Freak beat
- Stoner rock
- Paisley Underground

## Gèneres propers o fortament influïts per la psicodèlia
- Rock progressiu
- Dub
- Rock espacial
- Heavy metal
- Shoegazing
- Dream pop
- Trip hop
- Madchester
- folktrònica
- Chill out
- Drum & Bass

## Grups
A continuació s'ofereix una llista dels artistes més representatius del gènere:
- Syd Barrett.
- The Beatles (1962-1970)
- Cream (1966-1968)
- The Doors (1965-1971)
- The Electric Prunes
- Grateful Dead (1965-1995)
- Jimi Hendrix (1966-1970)
- Jefferson Airplane (1965-1972)
- Love (1966-1973)
- Pink Floyd (1965-1995)
- 13th Floor Elevators (1965-1969)
- The Yardbirds (1963-1968)
- Blue Cheer (1966-1972)
- Captain Beefheart (1965-1982)
- Country Joe & the Fish
- Donovan.
- Iron Butterfly (1966-1971)
- Erkin Koray.
- Moby Grape.
- Pearls Before Swine
- Ozric Tentacles.
- An Endless Sporadic.
- MGMT
- Mazzy Star
- Acid King.
- Kyuss.
- The Mars Volta.
- Genesis
- Opus
- Deep Purple.
- Queens of the Stone Age.
- Status Quo.
- The B-52's.
- Ocellot